# فردریک (پنسیلوانیا)
فردریک (به انگلیسی: Frederick) یک منطقهٔ مسکونی در ایالات متحده آمریکا است که در پنسیلوانیا واقع شده‌است. فردریک ۱۰۲٫۱۱ متر بالاتر از سطح دریا واقع شده‌است.